# Абакан (аеропорт)
Міжнародний Аеропорт Абакан (IATA: ABA, ICAO: UNAA) —  аеропорт, розташований в м. Абакан, Республіка Хакасія, Росія.

## Опис аеропорту
Аеропорт знаходиться в північній частині міста, неподалік від міської межі. Пов'язаний з містом автобусним і тролейбусним сполученням. Є єдиним в регіоні (Хакасія і південь Красноярського краю), здатним приймати практично всі типи повітряних суден. Приймаємі повітряні судна: Ан-72, Ан-74, Ан-124, Іл-62, Іл-76, Іл-86, Ту-134, Ту-154.

## Авіакомпанії та напрямки, листопад 2020

### Пасажирські
| Авіакомпанія   | Пункт призначення               |
| -------------- | ------------------------------- |
| Aeroflot       | Москва-Шереметьєво              |
| Air Kyrgyzstan | Ош                              |
| Ayana Airlines | Кизил, Новосибірськ             |
| KrasAvia       | Красноярськ-Черемшанка, Томськ  |
| NordStar       | Норильськ                       |
| Royal Flight   | Сезонний чартер: Паттайя        |
| S7 Airlines    | Москва-Домодєдово, Новосибірськ |

### Вантажні
| Авіакомпанія            | Пункт призначення                                    |
| ----------------------- | ---------------------------------------------------- |
| Grizodubova Air Company | Челябінськ, Тяньцзінь                                |
| Volga-Dnepr             | Гуанчжоу, Москва-Домодєдово, Шанхай-Пудун, Тяньцзінь |

## Показники діяльності

### Кількість пасажирів
| Рік  | Пасажиропотік Абакан | %        | Загальний пасажиропотік по країні | %        | Частка Абакан |
| ---- | -------------------- | -------- | --------------------------------- | -------- | ------------- |
| 2009 | 82 429 пас.          |          |                                   |          |               |
| 2010 | 97 850 пас.          | + 18,7 % | 99 553 000 пас.                   |          | 0,10 %        |
| 2011 | 102 559 пас.         | + 4,8 %  | 112 395 000 пас.                  | + 12,9 % | 0,09 %        |

## Відомі інциденти
- Увечері 27 листопада 1996 року, через 8 хвилин після зльоту,з аеропорту, зазнав катастрофи вантажний літак Іл-76, що прямував з вантажем промислових та продовольчих товарів з Москви на Камчатку. За офіційно непідтвердженими відомостями, літак був перевантажений. Не встигнувши набрати висоту, він врізався у височину, що розташована на території Мінусінського району Красноярського краю, на правому, протилежному, березі Єнісею. Всі пасажири та члени екіпажу (23 людини) загинули. Літак був перевантажений і не зміг обрати висоту з достатньою швидкістю, що стало причиною катастрофи поряд з відхиленням від курсу польоту.